# Rogers Locomotive and Machine Works
Rogers Locomotive and Machine Works fue un fabricante de locomotoras de vapor del siglo XIX, que tenía su fábrica en la ciudad de Paterson, en el condado de Passaic, Nueva Jersey, Estados Unidos. Fabricó más de seis mil locomotoras de vapor para empresas de ferrocarriles de todo el mundo. En Estados Unidos la mayoría de los ferrocarriles del siglo XIX contaban por lo menos con una locomotora construida por Rogers. El producto más famoso de la empresa fue la locomotora de nombre La General, construida en diciembre de 1855, y que estuvo involucrada en "La gran persecución en locomotora" (en inglés: "The great locomotive chase"), que ocurrió durante la Guerra de Secesión. Por su popularidad Rogers fue, en el siglo XIX, la segunda empresa fabricante de locomotoras más exitosa de los Estados Unidos, solo por debajo de Baldwin Locomotive Works, en un rubro que incluía a casi cien empresas fabricantes.
La compañía fue fundada por Thomas Rogers en el año 1832, en sociedad con Morris Ketchum y Jasper Grosvenor como "Rogers, Ketchum & Grosvenor". Rogers se mantuvo como presidente hasta su muerte en 1856 cuando su hijo, Jacob S. Rogers, tomó el puesto y reorganizó la compañía como Rogers Locomotive and Machine Works. El joven Rogers dirigió la compañía hasta su retiro en 1893. Robert S. Hughes asumió entonces la presidencia y reorganizó la compañía como Rogers Locomotive Company, la cual dirigió hasta su muerte en 1900.
En 1901 se evitó la fusión con la American Locomotive Company (ALCo) cuando se cerró y reabrió la compañía como Rogers Locomotive Works. La fábrica Rogers permaneció independiente hasta 1905, cuando ALCo la compró. ALCo continúo fabricando locomotoras de vapor en la fábrica Rogers hasta 1913. ALCO utilizó las instalaciones Rogers durante los años veinte como almacén y depósito de piezas, pero eventualmente vendió la propiedad a inversores privados.  Hoy en dían existen alrededor del mundo varias locomotoras fabricadas por Rogers en los museos de ferrocarriles, y la planta de fabricación es preservada con el nombre de Thomas Rogers, el cual sirve como museo, y cuya misión es preservar y exponer la historia industrial de la ciudad de Paterson.

## Período de Thomas Rogers (1831 - 1856)
Thomas Rogers estuvo diseñando y fabricando máquinas para la manufactura textil por cerca de 20 años, cuando en junio de 1831 vendió su participación de la compañía Godwin, Rogers & Company (del cual él era la parte Rogers del nombre), para crear su propia compañía llamada Jefferson Works, en la ciudad de Paterson, en New Jersey. Durante un año se encargó de fabricar máquinas para el sector textil y agrícola, hasta que conoció a dos hombres que lo ayudarían a transformar su compañía en una de las mayores fábricas de locomotoras del país.
En 1832 Rogers se asoció con dos inversores de la ciudad de New York, Morris Ketchum y Jasper Grosvenor. La compañía fue renombrada como Rogers, Ketchum & Grosvenor, y se comenzó a diversificar hacia la industria del ferrocarril. La compañía pronto empezó a fabricar muelles, ejes y otras piezas pequeñas para uso ferroviario.
La primera locomotora que la compañía Rogers ensamblo fue realmente fabricada por Robert Stephenson and Company en Inglaterra en el año 1835. Está locomotora a vapor se le nombró “McNeil” y fue utilizada por la empresa de ferrocarriles Paterson and Hudson River Railroad, para cubrir la línea que conectaba a las ciudades de Jersey y Paterson. Tomo otros dos años antes de que Rogers recibiera su primer orden para la entrega de una locomotora completa. En 1837, Mad River and Lake Erie Railroad, ordenó la entrega de dos locomotoras, siendo "Sandusky" la primera locomotora fabricada por Rogers y la primera en atravesar los Montes de Allegheny en la cordillera de los Apalaches y la primera locomotora en operar en el estado de Ohio.

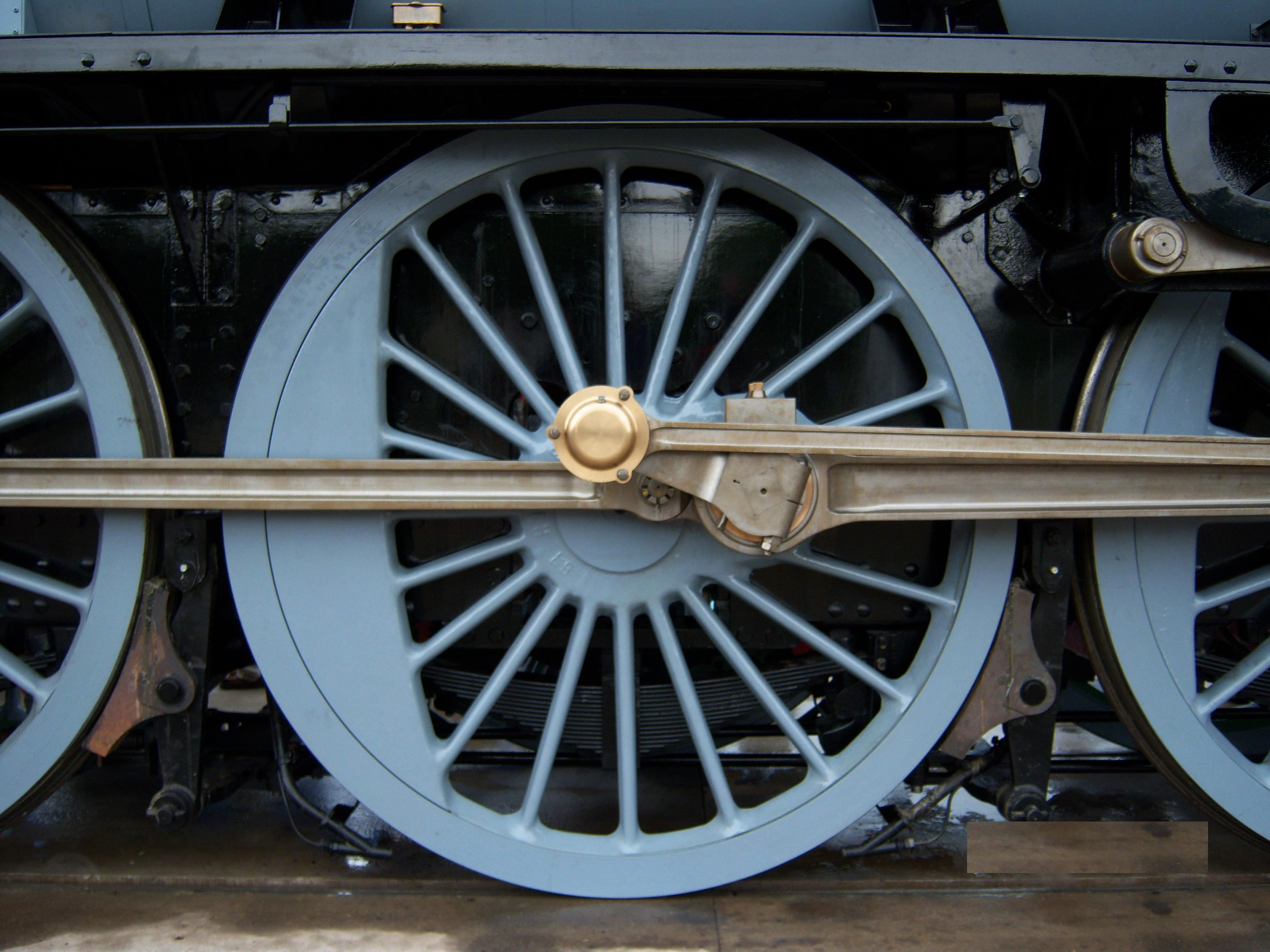
Una rueda de 2,03m con su contrapeso. Locomotora 60163 Tornado

Sandusky incluyó características diseñadas por Thomas Rogers que para la fecha no habían sido utilizadas en la fabricación de locomotoras. Fue también la primera locomotora en usar ruedas de hierro fundido y de que las ruedas incluyeran contrapesos para reducir la cantidad de desgaste en las vías como consecuencia del peso ejercido por los ejes de las ruedas motrices y las ruedas de hierro al bajar todas juntas durante el movimiento de rotación. Antes de la construcción de la locomotora Sandusky, las ruedas eran típicamente fabricadas en madera, al igual que las ruedas de los vagones. Algunos inclusive han declarado que la locomotora Sandusky fue la primera en utilizar silbato, sin embargo, se comprobó que esta afirmación es falsa.
Rogers no era la única compañía que estaba trabajando en la fabricación de locomotoras en los Estados Unidos. En 1837, además de fabricar su primera locomotora, Rogers también despacho ruedas de varios tamaños a fabricantes como Matthias W. Baldwin (fundador de Baldwin Locomotive Works) y William Norris (fundador de Norris Locomotive Works); sin embargo, en los años subsiguientes no se produjeron nuevos pedidos por parte de estos dos fabricantes. William Swinburne trabajó como jefe de planta hasta el año 1845, cuando se retiró para crear su propia fábrica de locomotoras Swinburne, Smith and Company;  igual lo hizo John Cooke, quien trabajó en la planta Rogers y fundó la compañía Danforth, Cooke & Company. Otro ingeniero que trabajó en la planta Rogers fue Zerah Colburn, un reconocido especialista en el diseño de locomotoras a vapor, y tiempo después periodista  y editor. Colburn era consultor en el año 1854 y su trabajo introdujo varias mejoras al diseño de las locomotoras.